# Thrills in the Night
Singles de Kiss
Heaven's on Fire
(1984) Tears Are Falling
(1985)
Pistes de Animalize
Under the Gun
(6) While the City Sleeps
(8)
Thrills in the Night est une chanson du groupe Kiss et second single issue de l'album Animalize. La chanson fut écrite par le chanteur et guitariste Paul Stanley et l'ancien bassiste des Plasmatics, Jean Beauvoir.
Deux clips vidéo furent réalisés pour promouvoir la chanson, mais un seul clip fut commercialisé dans lequel le groupe joue en face d'un public en direct. La vidéo de Thrills in the Night fut réalisée et filmée par Albie Vos à Louisville dans le Kentucky le 16 décembre 1984. Les séquences en direct proviennent d'un concert filmé à Détroit le 8 décembre 1984.

## Composition du groupe
- Paul Stanley – guitare rythmique, chants
- Jean Beauvoir – basse
- Mark St. John – guitare solo
- Eric Carr – batterie, chœurs